# Skógarholt
Skógarholt är en kulle i republiken Island. Den ligger i regionen Norðurland eystra, 290 km nordost om huvudstaden Reykjavík. Toppen på Skógarholt är 400 meter över havet.
Trakten runt Skógarholt är nära nog obefolkad, med mindre än två invånare per kvadratkilometer. Närmaste större samhälle är Reykjahlíð, omkring 12 kilometer väster om Skógarholt. Trakten runt Skógarholt består i huvudsak av gräsmarker.